# يوهانا سولانو
يوهانا سولانو (بالإسبانية: Johanna Solano)‏ هي متسابقة ملكة الجمال وعارضة كوستاريكية، ولدت في 9 أكتوبر 1990 في سان خوسيه في كوستاريكا.